# Grote Prijs van Montréal 2024
De 13e editie van de Grote Prijs van Montréal werd verreden op 15 september 2024. Titelverdediger Adam Yates nam deze editie niet deel. Hij werd opgevolgd door zijn Sloveense ploeggenoot Tadej Pogačar die zegevierde na een solo van ruim 23 kilometer, hij won de wedstrijd eerder ook al in 2022.
De wedstrijd was onderdeel van de UCI World Tour.

## Parcours
De renners legden een parcours af dat bestond uit zeventien ronden van ieder 12,3 kilometer lang, wat zorgde voor een totale lengte van 209,1 kilometer. Tijdens iedere ronde werd de Côte Camillien-Houde beklommen. Het totale aantal hoogtemeters was 3899.

## Uitslag
| Plaats  | Naam               | Ploeg                   | tijd     |
| ------- | ------------------ | ----------------------- | -------- |
| Winnaar | Tadej Pogačar      | UAE Team Emirates       | 5u28'15" |
| 2       | Pello Bilbao       | Bahrain-Victorious      | + 24"    |
| 3       | Julian Alaphilippe | Soudal Quick-Step       | + 40"    |
| 4       | Maxim Van Gils     | Lotto-Dstny             | z.t.     |
| 5       | Ion Izagirre       | Cofidis                 | z.t.     |
| 6       | Toms Skujiņš       | Lidl-Trek               | z.t.     |
| 7       | Tiesj Benoot       | Team Visma-Lease a Bike | z.t.     |
| 8       | Michael Woods      | Israel-Premier Tech     | z.t.     |
| 9       | Edoardo Zambanini  | Bahrain-Victorious      | z.t.     |
| 10      | Jai Hindley        | Red Bull-BORA-hansgrohe | z.t.     |
|         |                    |                         |          |
| 17      | Wilco Kelderman    | Team Visma-Lease a Bike | + 45"    |

2010 · 2011 · 2012 · 2013 · 2014 · 2015 · 2016 · 2017 · 2018 · 2019 · 2020-2021 · 2022 · 2023 · 2024
Tour Down Under ·
Great Ocean Road Race ·
Ronde van de Verenigde Arabische Emiraten ·
Omloop Het Nieuwsblad ·
Strade Bianche ·
Parijs-Nice · 
Tirreno-Adriatico · 
Milaan-San Remo ·
Ronde van Catalonië ·
Classic Brugge-De Panne ·
E3 Saxo Classic ·
Gent-Wevelgem ·
Dwars door Vlaanderen ·
Ronde van Vlaanderen ·
Ronde van het Baskenland ·
Parijs-Roubaix ·
Amstel Gold Race ·
Waalse Pijl ·
Luik-Bastenaken-Luik ·
Ronde van Romandië ·
Eschborn-Frankfurt ·
Ronde van Italië ·
Critérium du Dauphiné ·
Ronde van Zwitserland ·
Ronde van Frankrijk ·
Clásica San Sebastián ·
Ronde van Polen ·
Bretagne Classic ·
BEMER Cyclassics ·
Renewi Tour ·
Ronde van Spanje ·
GP van Quebec ·
GP van Montreal ·
Ronde van Lombardije ·
Ronde van Guangxi